# Sępów
Sępów est une localité polonaise de la gmina et du powiat de Złotoryja en voïvodie de Basse-Silésie.
Dans les années 1975-1998, la ville appartenait administrativement à la voïvodie de Legnica.